# 下淡水社
下淡水社，又名下澹水、麻里麻崙；台灣平埔原住民馬卡道族古部落名，屬鳳山八社之一，荷治時期則荷譯為。

## 歷史
1603年與明將沈有容同行，前往台灣追擊海盜的陳第〈東番記〉有記載「小淡水」。
荷治時期，為報復荷蘭士兵被殺，以及意圖控制台南、高雄平原，荷蘭大員當局與新港社千人聯軍在1635年聖誕節發動搭加里揚之戰，攻擊堯港、大岡山附近、今阿公店溪南岸、當時勢力強盛的搭加里揚社，搭加里揚社與南方鄰近社群從高雄平原遷逃到屏東平原，1636年2月4日，搭加里揚社與三分社的代表，包括麻里麻崙（下淡水社），前往大員投降認錯簽訂和約，接受荷蘭的統治，荷軍完全清空高雄平原。
搭加里揚之戰之後，下淡水社遷逃確切位置約今之台灣屏東縣萬丹鄉香社村附近，其勢力範圍則遠達內埔鄉新東勢等地。在清康熙四十六年（1707）左右，台南府城的何、周、王等三姓合股的「何周王」墾號，向下淡水社頭目阿里莫接洽闢荒。康熙五十年代（1711-1720），以傅姓墾戶為首許多客籍佃農進入下淡水社社地，墾成頓物潭庄（今竹田鄉）。此後數十年間，有多次請官府仲裁番租合約等事，今有古契傳世，學界稱「下淡水社文書」。
漢人的大量拓墾，在此社地逐漸形成萬丹民社。乾隆四十二年（1777年）實施的守隘政策及稍晚的屯番制，將社民遷往新東老埤隘。與此同時，沉重的賦稅、頻繁的民變或天災也造成下淡水社居民的移動，散落於竹田鄉鳳山厝、溝仔墘庄與今內埔鄉頂林、中林、下林、老埤等地。下淡水社故地逐漸被漢人為主導的下社皮庄取代。萬金赤山庄的平埔族與遷移至今內埔鄉的下淡水社族人有密切關係。十九世紀中葉（1850-1860），部分族人更南遷至恆春半島。
縱然社民或遷居或漢化，至今當地居民仍稱萬丹鄉香社村為「番社」。

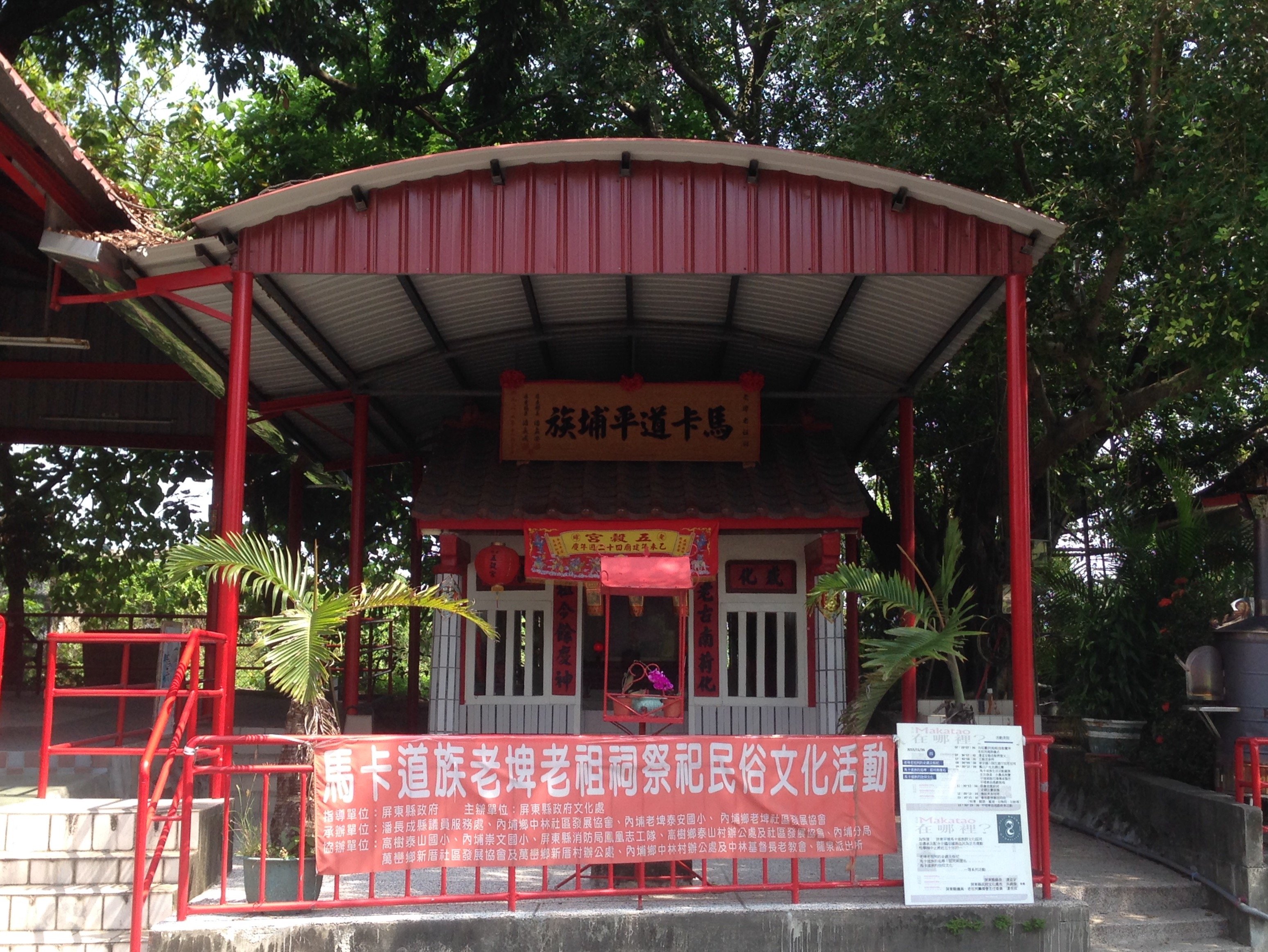
老埤老祖祠

## 語言
清治時期的鳳山縣教諭朱仕玠有〈下淡水社寄語〉一卷留存於世，由下淡水社出身的樂舞生趙工孕以閩南語漢字音協助翻譯，內容收錄了馬卡道語249個詞彙，是研究該語的重要文獻。